# ルイス・リカルド・ファレロ
ラブランサノ公爵ルイス・リカルド・ファレーロ（Luis Ricardo Falero、1851年5月23日 – 1896年12月7日）は、スペインの画家。彼は女性のヌードと神話、オリエンタリズムとファンタジーの絵画を専門的に描いた。彼の最も一般的な技法は油彩である。

## 生涯
ファレーロはグラナダで生まれ、初めスペイン海軍のキャリアを追求したが、それを断念し、両親を失望させた。彼はパリで美術、化学、機械工学を学んだ。しかし、後者の2つの実験は危険が伴ったこともあり、一人で絵を描くことに専念した。
彼はガブリエル・フェリエに師事した。1879年から1885年の間に数回、サロン・ド・パリに出展し、その後、1887年にロンドンに移り、1889年から1893年までロイヤル・アカデミー・オブ・アーツの展覧会に何度か出展した。亡くなるまでロンドンで暮らした
。
ファレーロは天文学に特に関心を持ち、『彗星の結婚』や『双子星』など、多くの作品に天体の星座を組み込んだ。彼の天文学への関心と知識は、カミーユ・フラマリオンの著作から影響を受けた。
1896年、彼の死去する年、モード・ハーヴィーは親子関係の認知についてファレーロを訴えた。この訴訟では、最初に家政婦として働いていて、次にモデルとなった17歳のハーヴィーが、ファレーロから誘惑されたと主張している。彼は彼女が妊娠したことを知り、彼女を解雇した。彼女は勝訴し、子供の養育費のために週に5シリングを受け取ることとなった。
ファレーロは45歳でロンドンの ユニヴァーシティ・カレッジ病院で死去した。

## ギャラリー

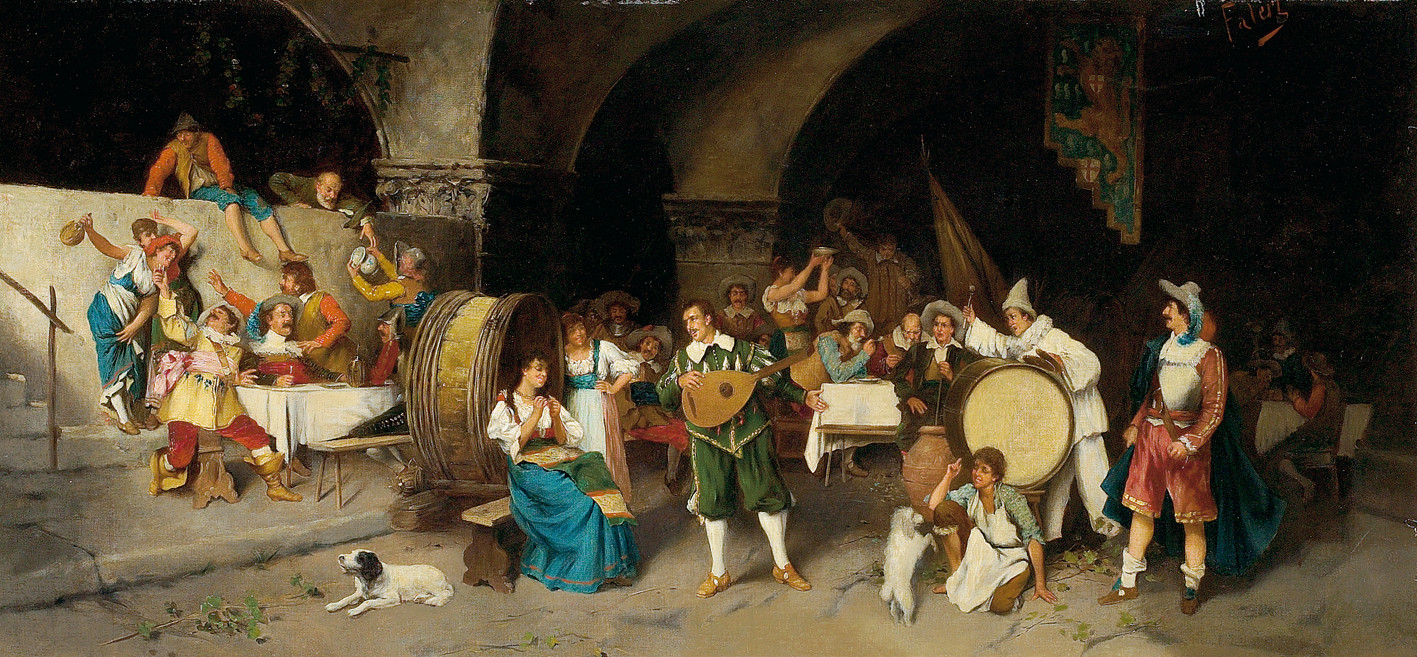
『居酒屋の宴』（1880年）
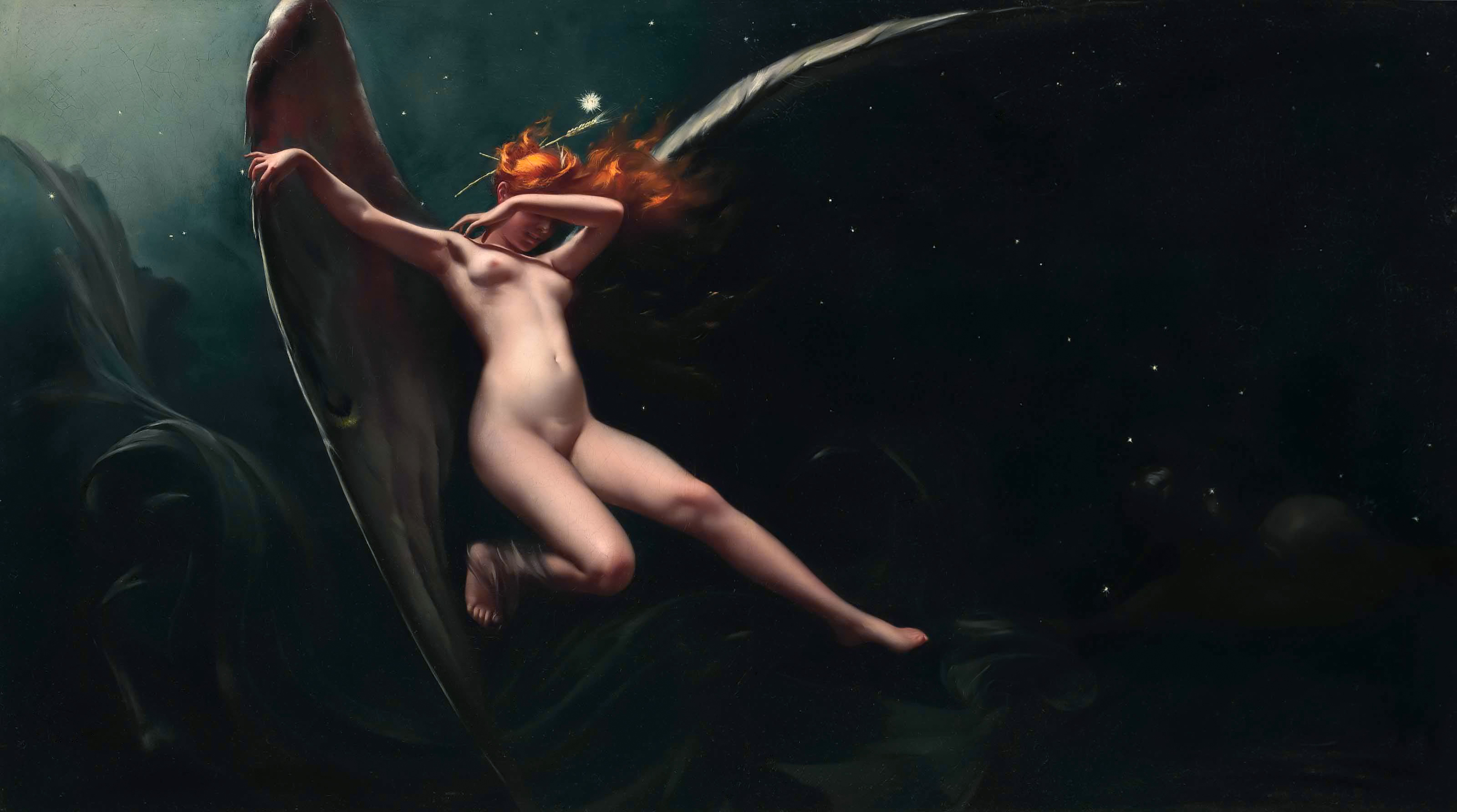
『星空の下の妖精』
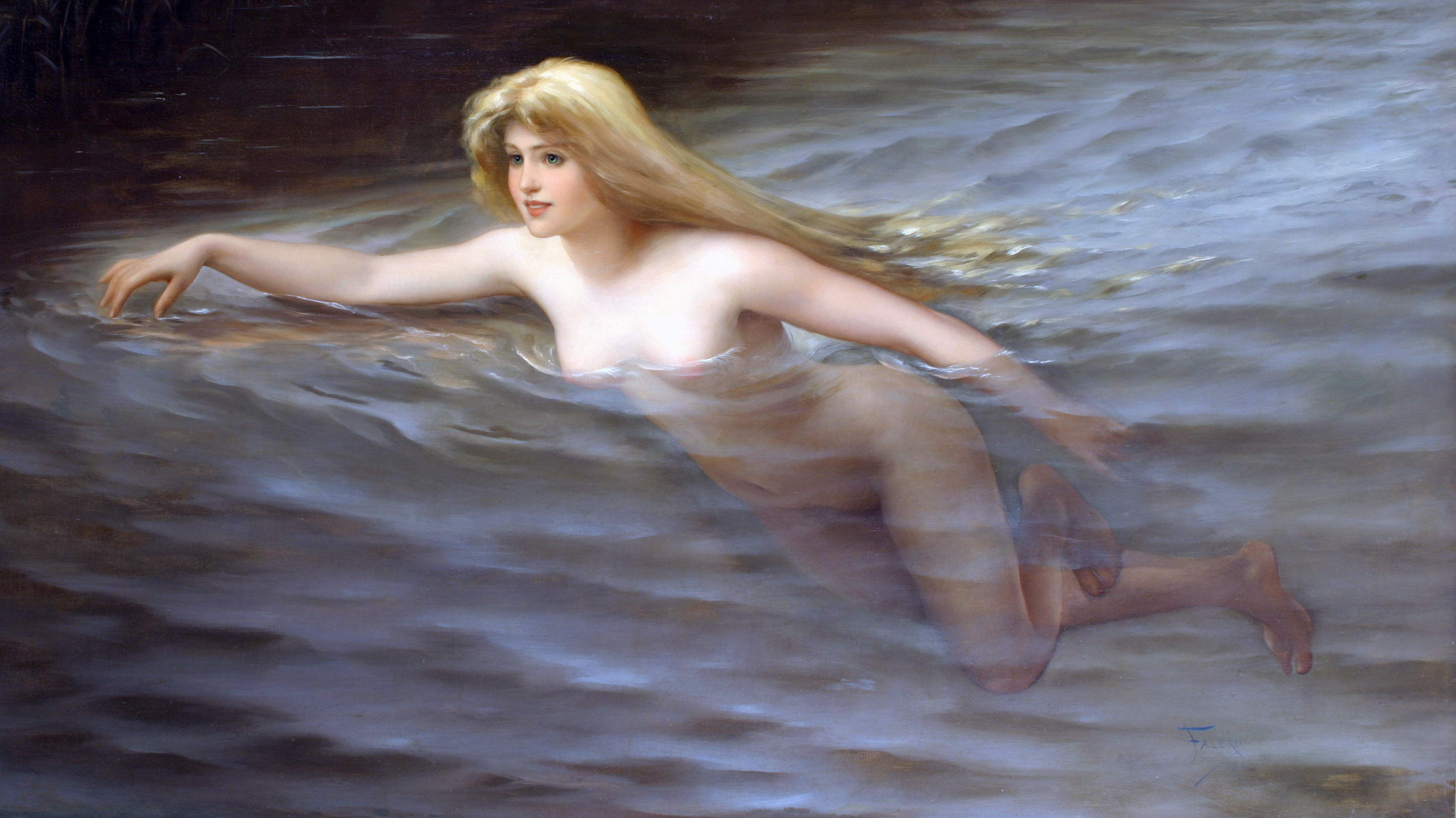
『ニンフ』（1892年）

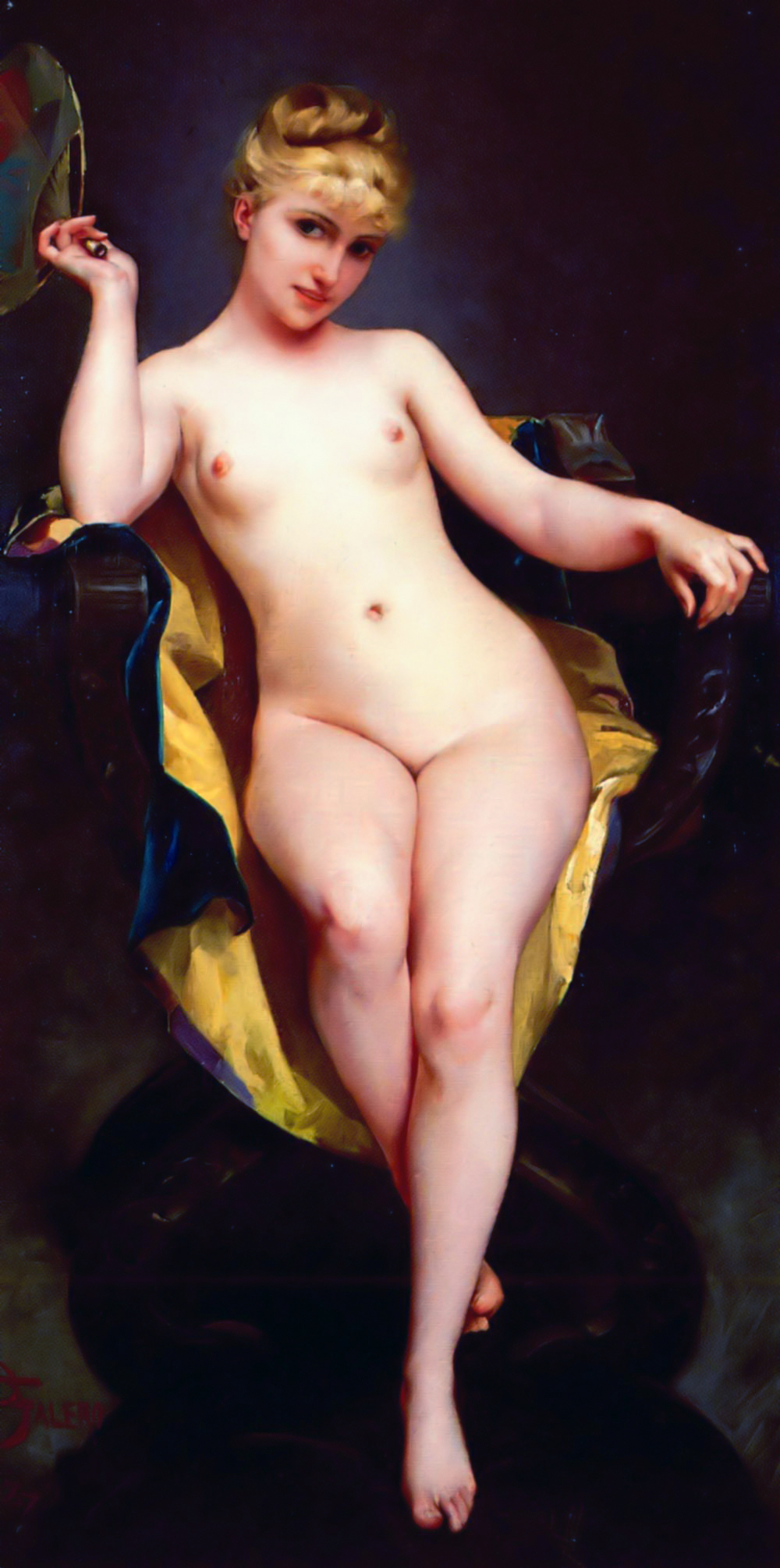
『ポーズ』（1879年）
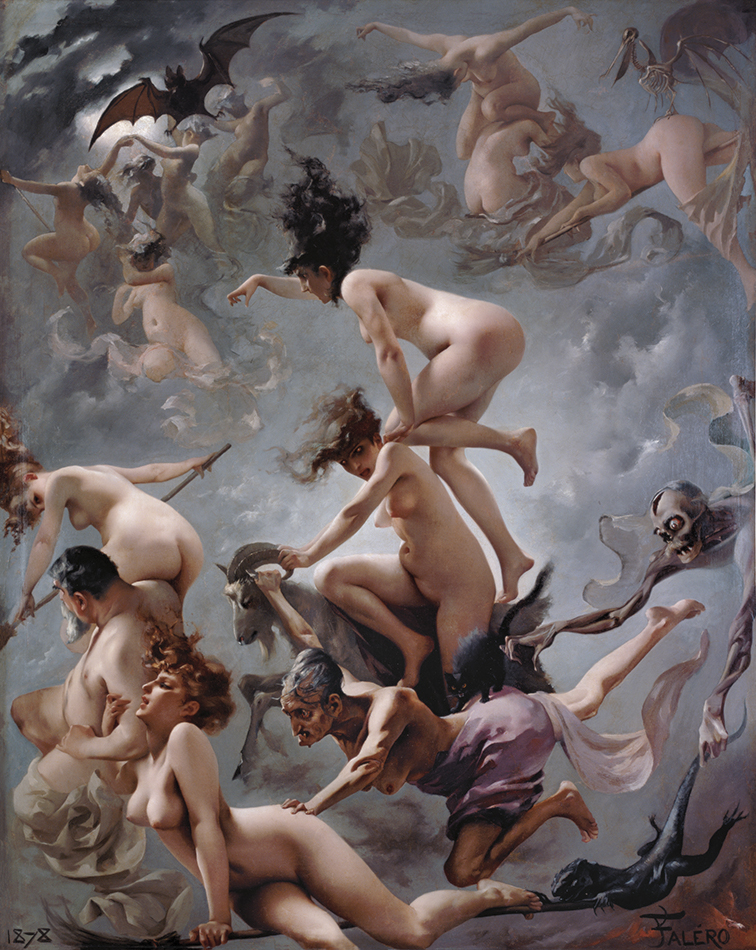
『サバトに赴く魔女たち』（1878年）
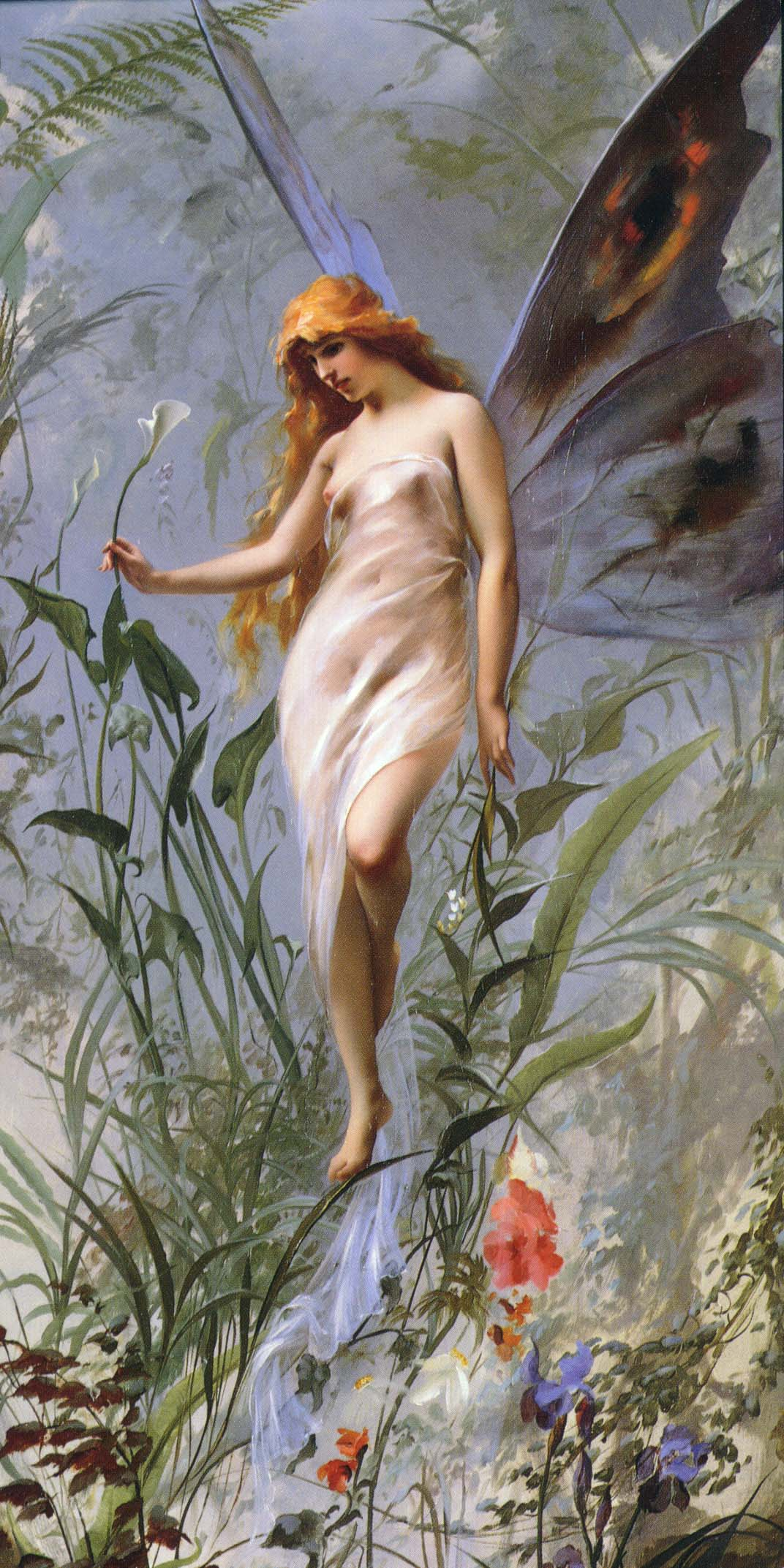
『百合の妖精』（1888年）
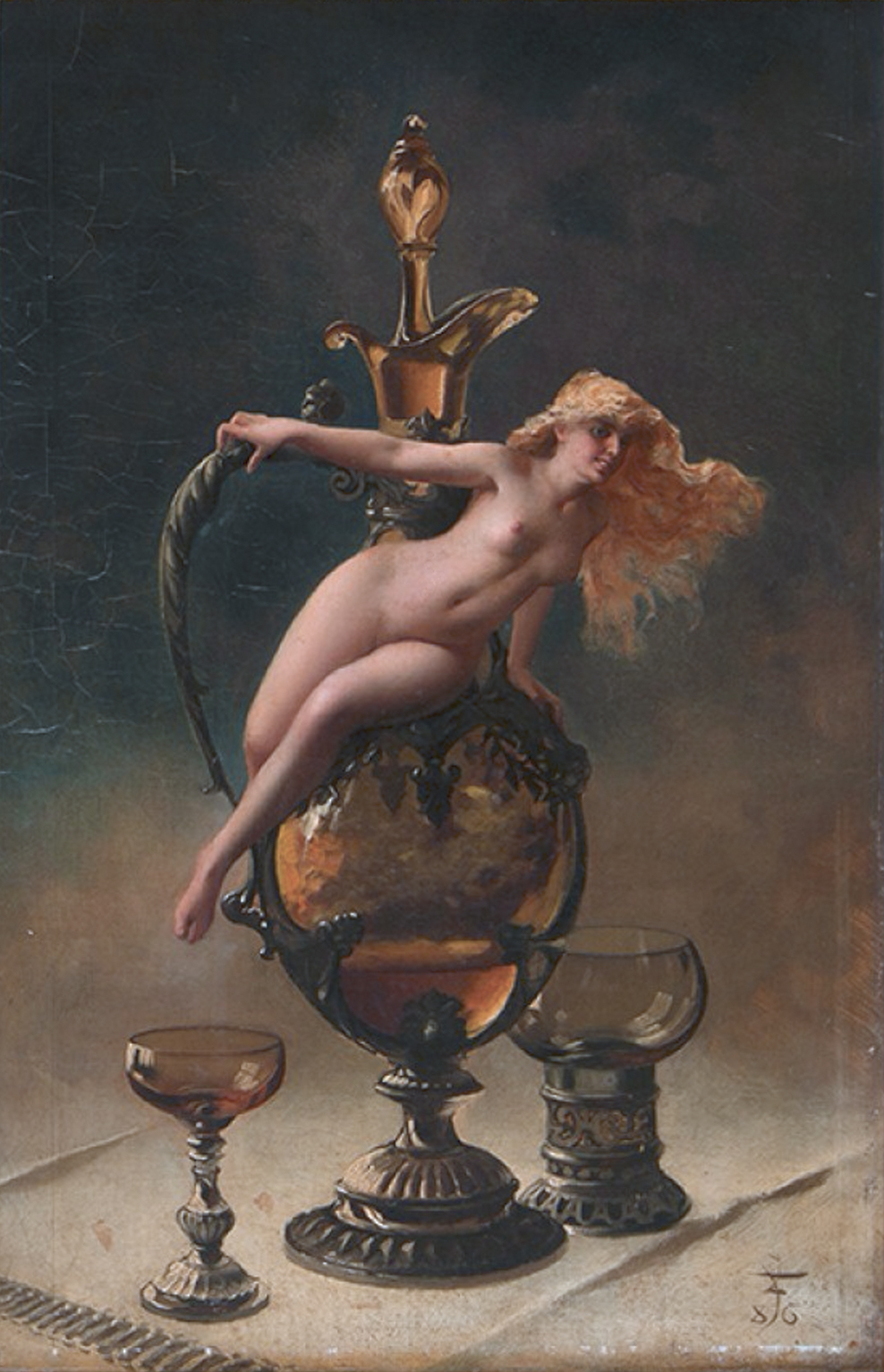
『トカイワイン』
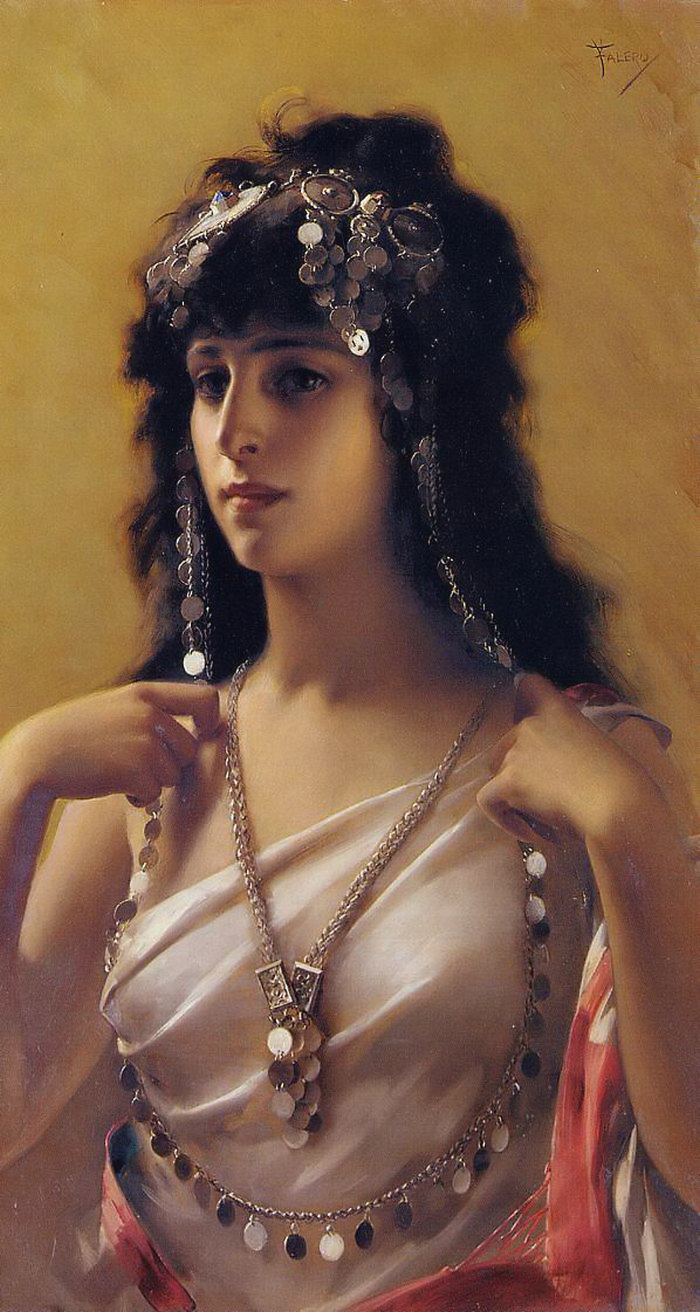
『東方の美』
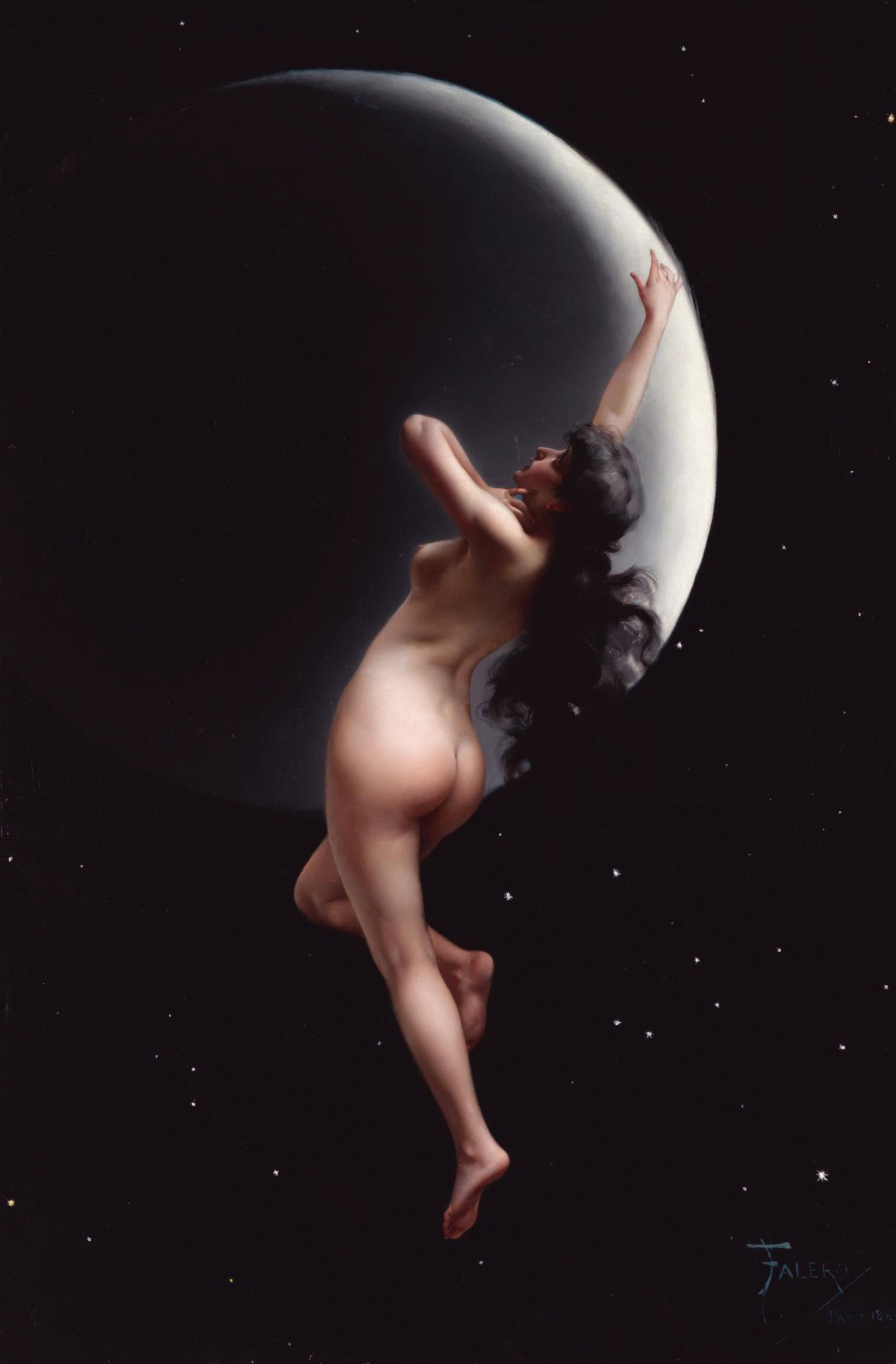
『月のニンフ』（1883年）
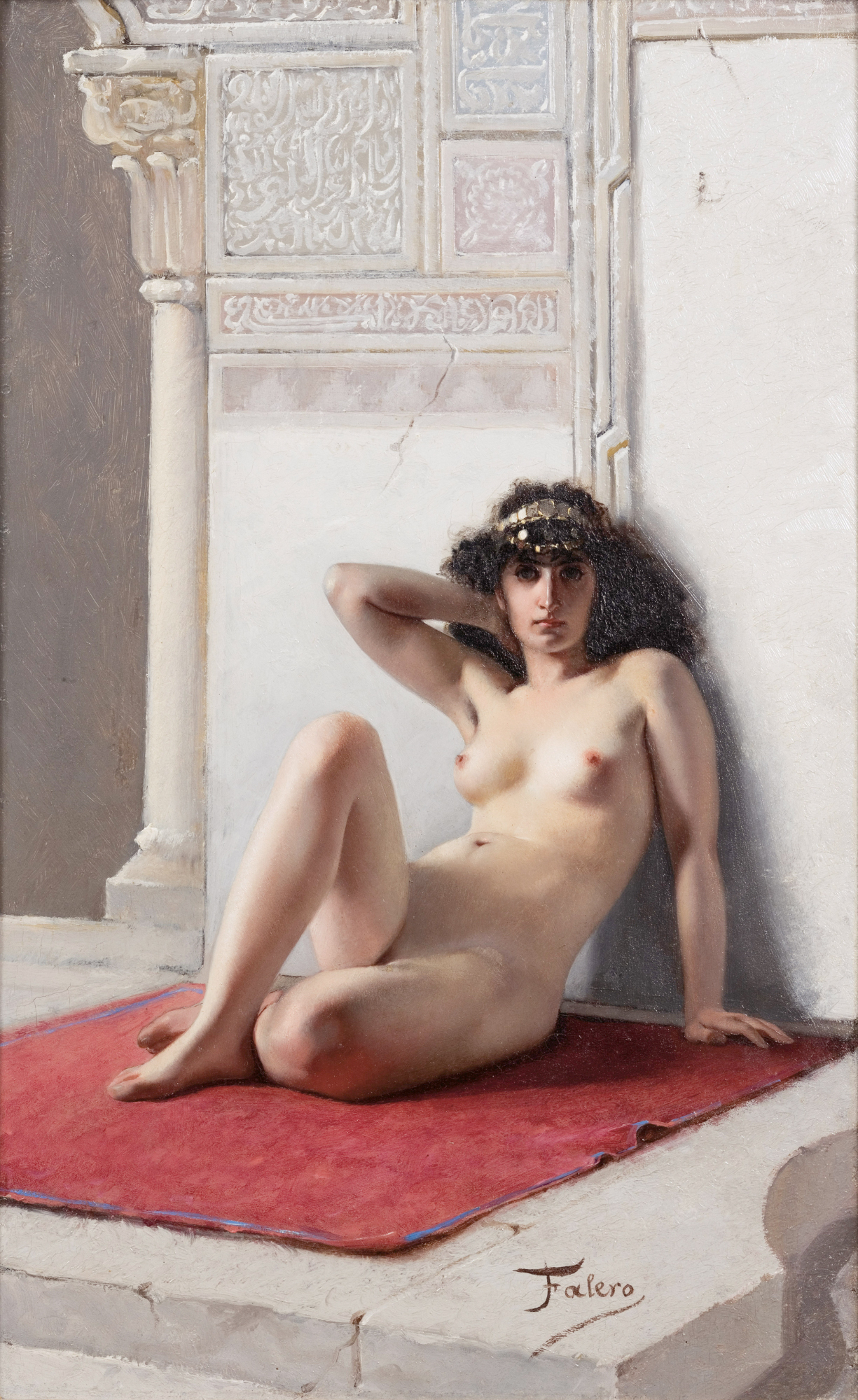
『本命』
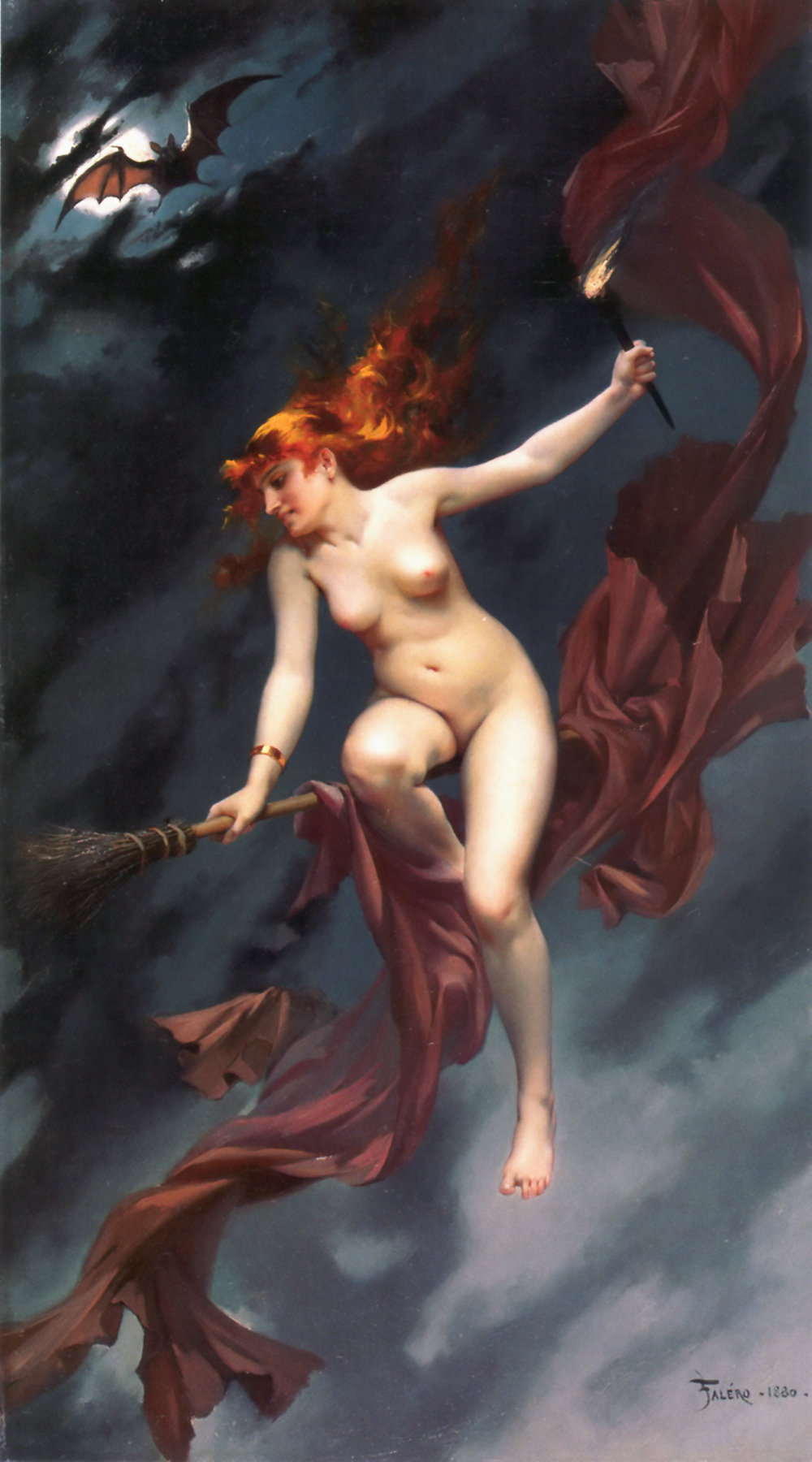
『魔女たちの祭日』（1880年）
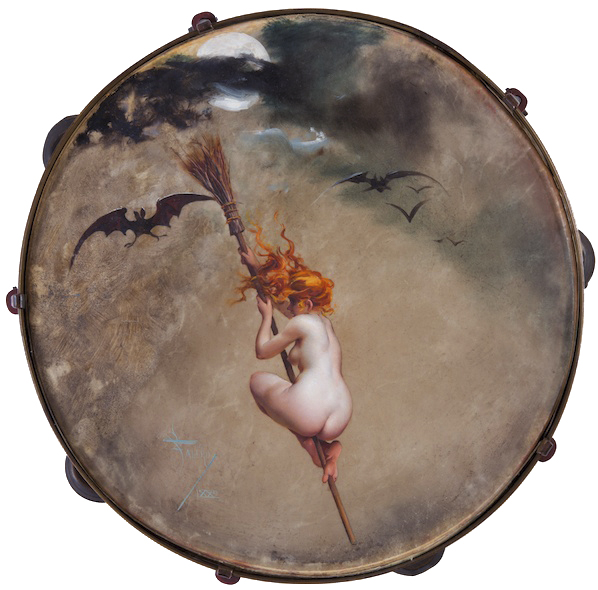
『太鼓に描かれた魔女』（1882年）
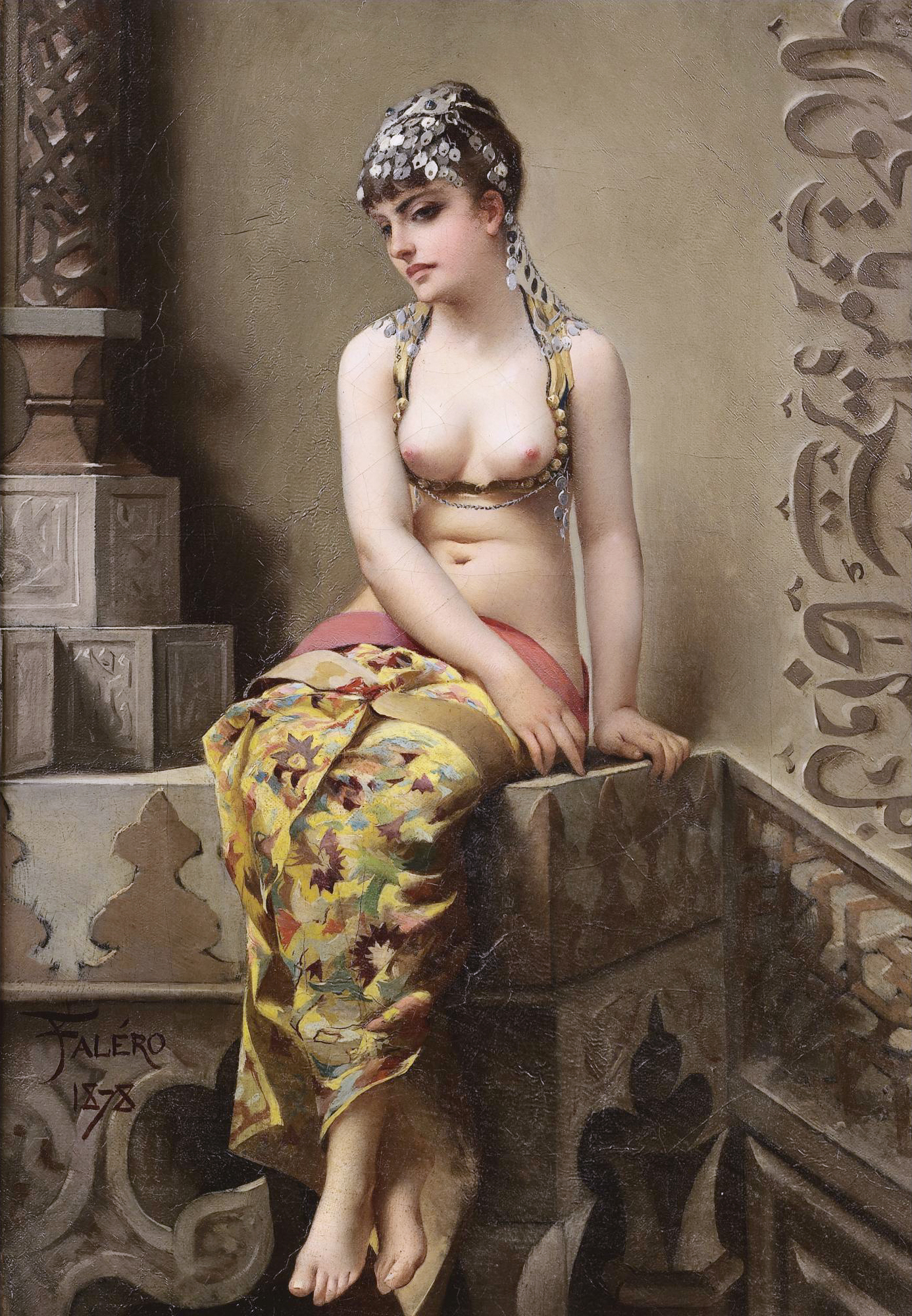
『魅惑的な女性』（1878年）
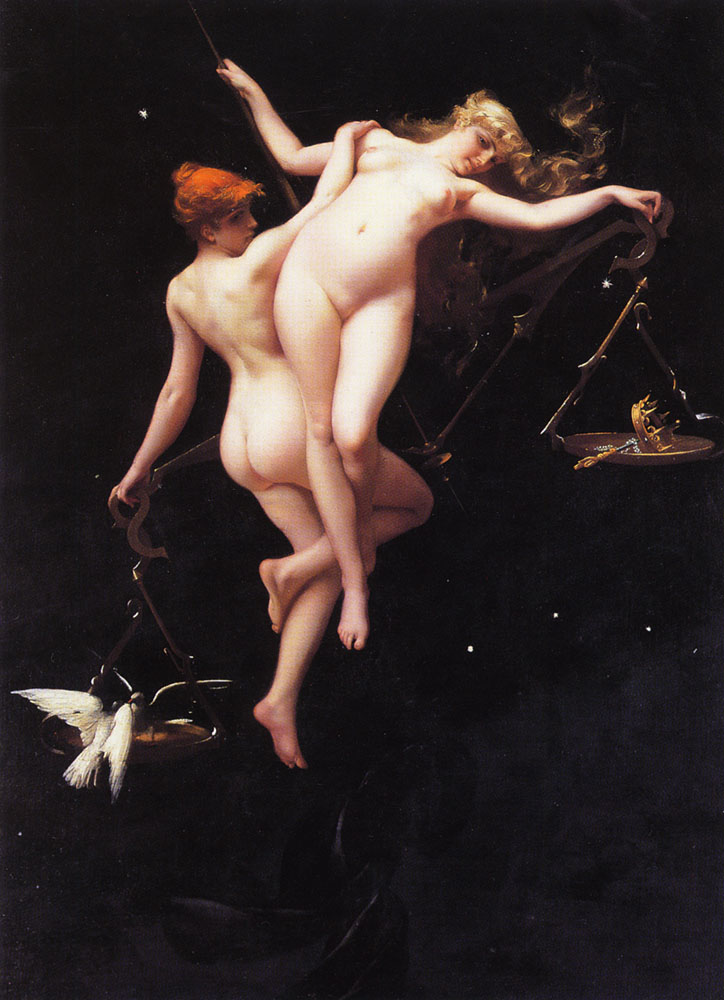
『獣帯の天秤』
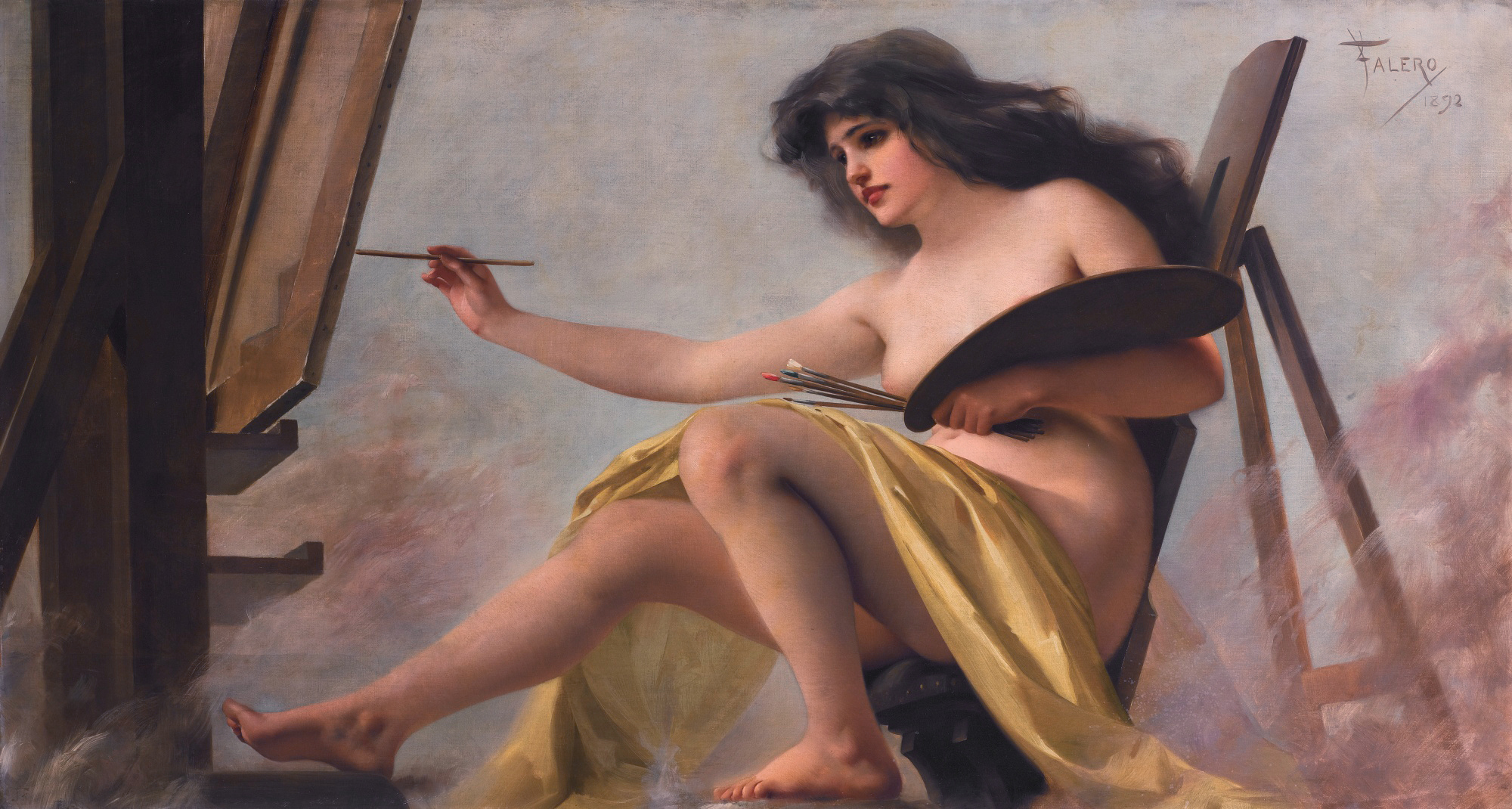
『芸術の寓意』（1892年）
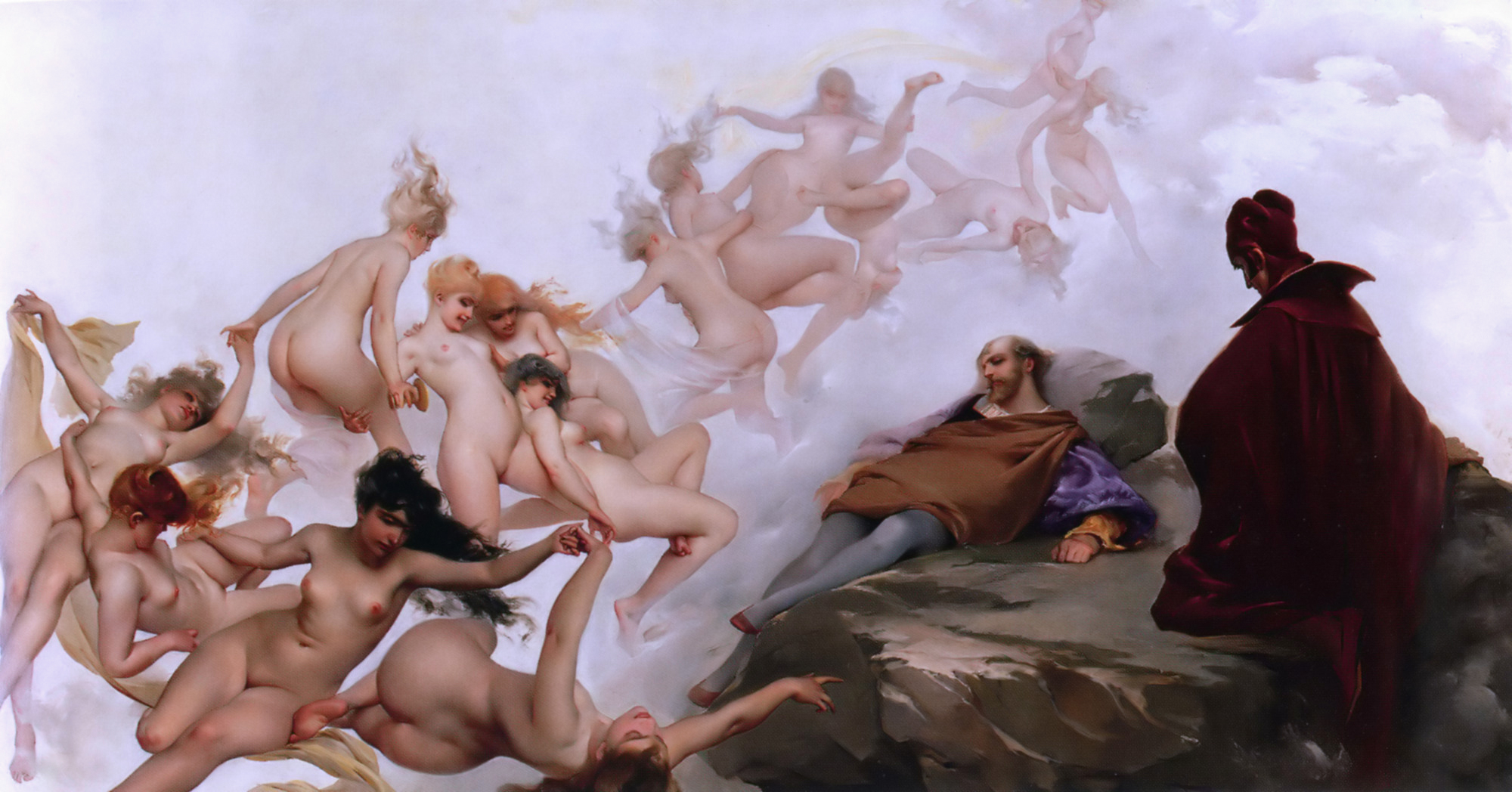
『ファウストの幻想』（1880年）